# Part III
Part III è il terzo album del gruppo R&B 112, pubblicato nel 2001 dalla Bad Boy e prodotto da P. Diddy. I singoli estratti sono stati i brani It's Over Now, Peaches & Cream e Dance with Me.

## Tracce
1. 112 Intro – 1:16
2. Dance with Me – 3:51
3. It's Over Now – 4:24
4. Peaches & Cream – 3:13
5. I Surrender (Interlude) – 1:14
6. Missing You – 4:01
7. All I Want Is You – 3:41
8. Don't Hate Me (feat. Twista) – 4:19
9. Q, Mike, Slim, Daron (Interlude) – 1:58
10. Player – 4:43
11. Sweet Love – 5:26
12. Smile – 3:52
13. Caught Up – 4:03
14. Do What You Gotta Do – 3:50
15. I Think – 4:15
16. Still in Love – 4:44

## Singoli
1. It's Over Now
2. Peaches & Cream
3. Dance with Me